# Сухолжино (Новгородская область)
Сухо́лжино — деревня в Хвойнинском районе Новгородской области России. Входит в состав Кабожского сельского поселения. Расположена в восточной части Новгородской области, на берегу реки Кобожи. Деревня известна с 1582 года.

## Исторические сведения
Писцовая книга Бежецкой пятины 1582 года. Часть 2, листы 387-389:

Деревня Сухолжино: во дворе Гришка да Истомка Филимоновы, во дворе бобыль без пашни Пашко Лушков, пашни паханые пять чети, да перелогом пятнадцать чети в поле, а в дву по тому ж, сена тритцать копен в живущем пол обжи, а в пусте полторы обжи.

Да за ним же ... половина озерка Говенец, а в нём рыба всякая мелкая.

По данным переписи 1879 года:

Строений 29, в том числе жилых 18.
 Число жителей по семейным спискам муж. - 23, жен. - 31.
Число жителей по приходским сведениям муж. - 20, жен. – 23 (менее 8 лет - муж. – нет, жен. - нет, 8-12 лет – муж. - 3, жен. – 1, 13-18 лет – муж. – 1, жен. – 3, 18-60 лет – муж. - 16, жен. – 18, старше 60 лет – муж. – нет, жен. – 1).
Количество скота: лошадей – 12, рогатого скота – 28, мелкого скота – 17.

Список населённых мест Новгородской губернии 1911 года:

Число жителей - 78 жителей (37 мужчин, 41 женщин).

Занятых постройками дворовых мест – 12.

Жилых строений – 22.

Занятие жителей – земледелие.

Какого (сельского) общества  - Демидовского.

В 1950-х в деревня состоит из около 40 домов и продуктового магазина. Есть свой клуб для собраний, проведения праздников, свадеб, киносеансов. В деревню проводят электричество, появляется водонапорная башня, центральное водоснабжение, телефонная линия.
В начале 1950-х годов происходило укрупнение колхозов Хвойнинского района. Объединили колхозы в Носкове, Савкине, Тарханове и Тимошкине в один и назвали его «7-й Съезд Советов». Было несколько этапов укрупнения колхозов. В один из них «7-й Съезд Советов» присоединили к колхозу «Борьба». В 1961 году на базе этого и других колхозов был создан колхоз «Путь к коммунизму».
С 1961 года в деревне располагается здание коровника колхоза "Путь к коммунизму" (закрыт в 1998 году), конюшня, кузница. Возле коровника строится пять одноэтажных домов для семей работников колхоза ("хутор") с отдельной водонапорной башней. В 1990 году построен новый телятник (сгорел в середине 1990-х).
В 2021 году продуктовый магазин закрывается, в здании магазина открывается клуб "Сухолжинское вече" для жителей и гостей деревни.

## Население
| 1911 | 1928 | 2009 | 2010 |
| ---- | ---- | ---- | ---- |
| 78   | ↗107 | ↘60  | ↘35  |

## Физико-географическая характеристика
Деревня находится в северо-восточной части Новгородской области, в подзоне южной тайги.
Деревня находится в Хвойнинском районе, юго-восточной его части, которая представляет собою слабоволнистую равнину. Это окраина пологой Мологской низины, имеющей наклон к северо-востоку, куда и текут все реки района.

На территории Хвойнинского района преобладает равнинный рельеф.

Решающую роль в формировании современного рельефа Хвойнинского района сыграло последнее, так называемое Валдайское оледенение. В западной части, всхолмленной, всюду видно следы оледенения – морена. А на востоке большие пространства занимают зандровые пески – отложение водных потоков таявшего ледника. Песком этих потоков скрыты все неровности древней поверхности, и сейчас она выглядит плоской равниной. Слабый наклон её к северо-востоку привел к сильной заболоченности и образованию торфяников.

С деятельностью водно-ледниковых потоков связано и образование озов. Озы — холмы особой формы, напоминающие куски железнодорожной насыпи, встречаются в районе озера Глухого (Светлого), в районе Кушаверы и Стремкова.
Ресурсная база полезных ископаемых Хвойнинского района представлена месторождениями гравийно-песчаных материалов и строительных песков, торфа, имеются перспективные участки легкоплавких глин.

## Климат
Климат поселения умеренно континентальный.
Продолжительность периода активной вегетации растений (со среднесуточной температурой воздуха выше 10 °C) составляет более четырёх месяцев.
Устойчивый снежный покров сохраняется в среднем 5 месяцев с начала декабря до начала апреля. К концу зимы мощность снежного покрова в открытых местах достигает 30 см, а в защищенных 50-60 см.
В течение года преобладают ветры западных и юго-западных направлений. Средние скорости ветра мало изменяются в течение всего года, среднегодовая скорость ветра 3,3 м/сек. Сильные ветры со скоростью 15 м/сек. и более очень редки.
Метели на территории сравнительно редки. За год отмечается 18 дней с метелью.
Туманы чаще всего отмечается в конце лета и осенью, в среднем за год повторяемость туманов достигает 37 дней с туманом.
По строительно-климатическому районированию территория относится к зоне Пв. Расчетная температура для отопления составляет -28°С. Продолжительность отопительного периода 219 дней. Максимальная глубина промерзания почвы 100-120 см.